# Pilosana singularis
Pilosana singularis är en insektsart som beskrevs av Nielson 1983. Pilosana singularis ingår i släktet Pilosana och familjen dvärgstritar. Inga underarter finns listade i Catalogue of Life.